# Rumba
Rumba er en cubansk synkoperet dans. Den er for Cuba, hvad hiphop og breakdance er for New York. Det er den langsomste og mest sensuelle af de latinamerikanske danse.
Rumba er en dans, der oprindeligt er relateret til rumbagenren af afrocubansk musik. Nogle dansere betragter rumbaen, som den mest erotiske, sensuelle latinske dans pga. dens relativt langsomme rytme og hoftebevægelser. 

## Typer
Afro-cuban rumba er helt forskellig fra ballroom rumba. Ballroom rumba får sine trin og musik fra són, ligesom salsa og mambo. Da són kom til USA, blev den omdøbt til rumba.
Forbudstiden i USA gjorde cabaret american rumba kendt, fordi amerikanske turister blev tiltrukket af primitive forestillinger (sainetes), hvor der næsten altid indgik rumba. 
American style rumba er karakteriseret ved den cubanske bevægelse eller hoftesvaj, der opstår ved bøjning og udstrækning af knæet, i modsætning til den latinske bevægelse, hvor man skridter med strakt ben.